# Jesus-Christus-Kirche (Berlin-Konradshöhe)

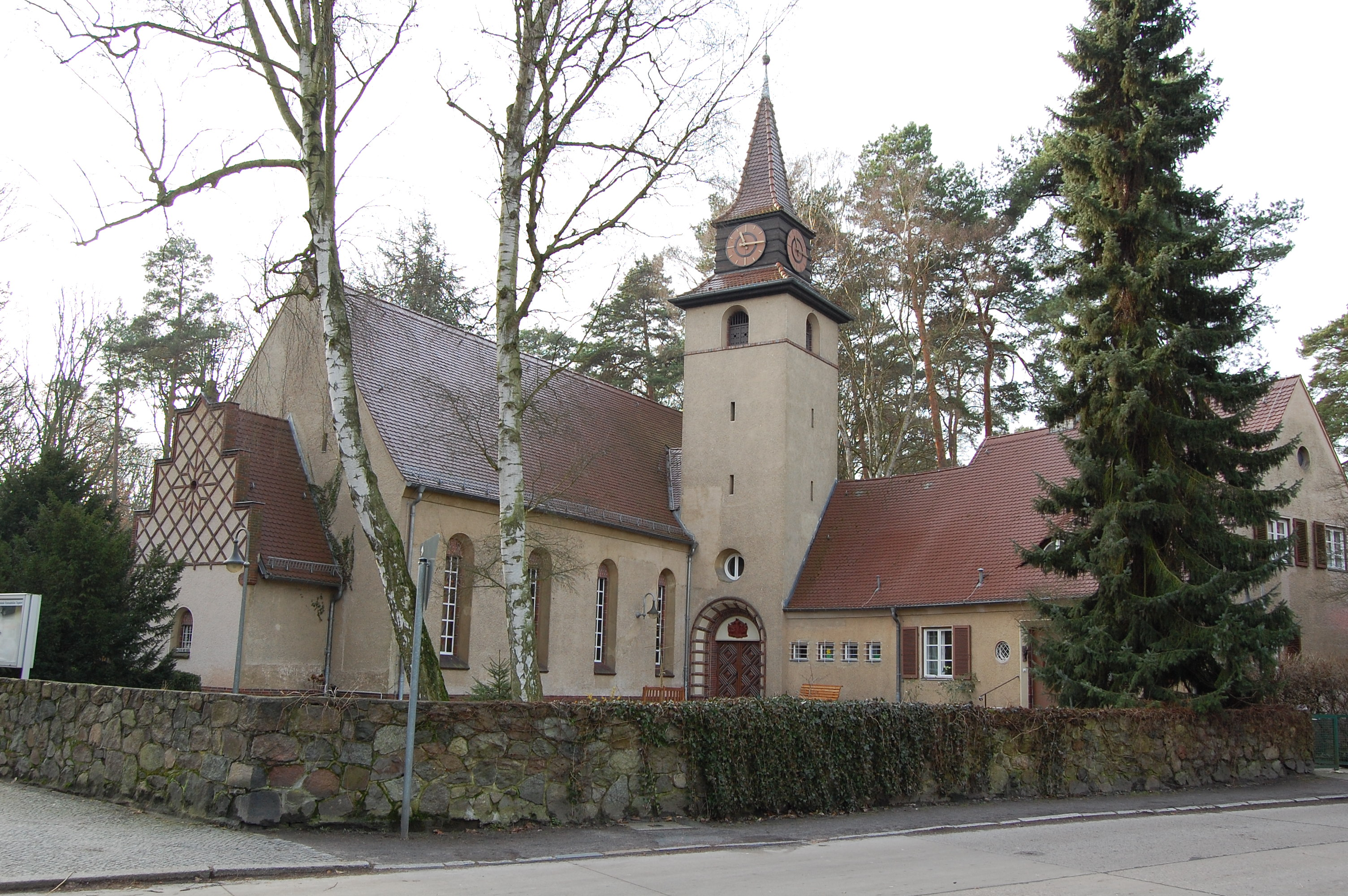
Gesamtansicht der Jesus-Christus-Kirche

Die Jesus-Christus-Kirche ist die Kirche der evangelischen Kirchengemeinde Konradshöhe-Tegelort im Berliner Bezirk Reinickendorf.

## Lage und Umgebung
Die Kirche befindet sich in Konradshöhe auf dem Eckgrundstück Schwarzspechtweg 1–3 / Eichelhäherstraße. Auf dem Grundstück Beatestraße 29 in Tegelort steht ein von der Gemeinde errichteter evangelischer Kindergarten und dahinter eine von ihr initiierte Seniorenwohnanlage. Sowohl das Kirchengebäude als auch die anderen Einrichtungen sind mit der Buslinie 222 (Tegelort-Lübars) zu erreichen.

## Kirchengeschichte
Konradshöhe, Tegelort und Jörsfelde gehörten bis 1950 als Heiligensee-Süd zum Ortsteil Heiligensee. Die evangelischen Einwohner mussten zunächst bis zur Dorfkirche Heiligensee zum Gottesdienst. Ab 1895 fanden im Schulgebäude der im selben Jahr gegründeten Tegelorter Schule vierteljährlich Andachten statt. Der Lehrer diente als Küster und Vorsänger. Die Gemeinde hatte keine eigenen Räume in Heiligensee-Süd, obwohl seit 1927 der Diakon ständig dort wohnte. Die 1939 geweihte Jesus-Christus-Kirche war zunächst noch Tochterkirche der Kirchengemeinde Heiligensee, erst 1948 entstand die Evangelische Kirchengemeinde Konradshöhe-Tegelort.

## Baugeschichte

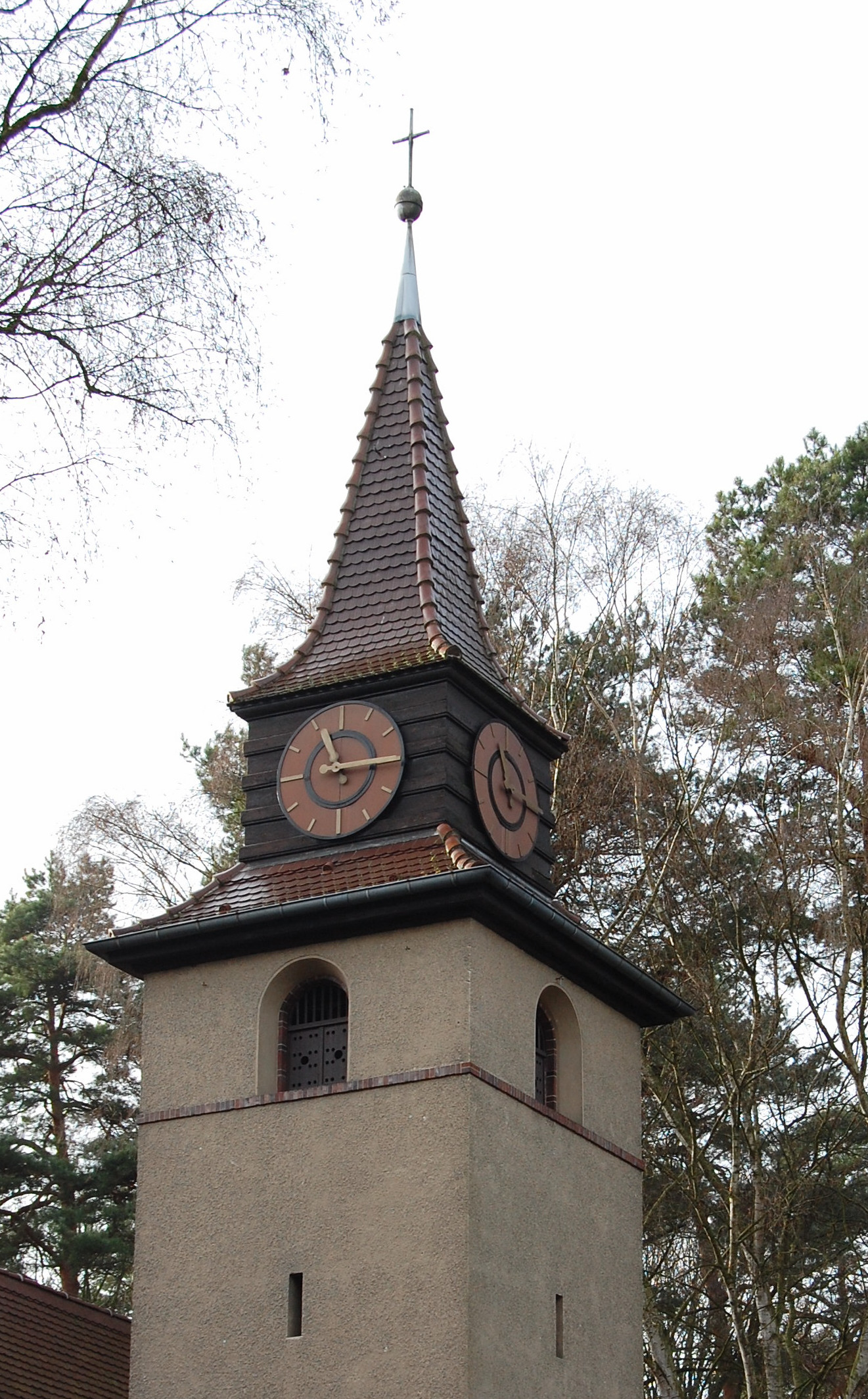
Kirchturm

Schon um 1920 wurde in Heiligensee für einen Kirchenbau in Tegelort gesammelt, doch die Inflation machte diese Pläne zunichte. Vom Heiligenseer Bauern Lemcke kaufte die Kirchengemeinde 1929 ein Waldgrundstück in Konradshöhe, auf dem sie entweder ein Gemeindehaus oder eine Kirche bauen wollte. Erst nach Abflauen der Weltwirtschaftskrise beschloss der Heiligenseer Gemeindekirchenrat am 9. Juni 1936 den Bau einer Kirche.
Die Evangelische Kirchengemeinde Heiligensee beauftragte den renommierten Berliner Architekten Otto Kuhlmann mit dem Entwurf. Mit der Ausführung wurde das Baugeschäft Friedrich Seidel beauftragt. Die Grundsteinlegung fand am 7. November 1937, die Glockeneinholung am 23. August 1938 statt. Geweiht wurde das Gotteshaus am 26. Februar 1939 in fast fertigem Zustand – lediglich die Zeiger der Kirchturmuhr fehlten noch. Damit war die Jesus-Christus-Kirche die letzte vor dem Zweiten Weltkrieg in Berlin eingeweihte Kirche. Die Weiherede hielt der Superintendent Fritsch, die Festpredigt der Heiligenseer Pfarrer Haack und die Liturgie der nun für die Kirche zuständige neue Pastor Thiele.
Die Anlage bestand ursprünglich aus dem Kirchensaal und einem annähernd rechtwinklig dazu stehenden Pfarrhaus, sowie dem verbindenden Kirchturm. Diese Bauteile sind als Baudenkmal in der Berliner Denkmalliste aufgeführt. Schwere Schäden durch einen Luftangriff im Jahr 1943 wurden in den ersten Nachkriegsjahren behoben. Eine erste Erweiterung erfolgte 1961/1962 durch den Architekten Dietrich Römer, der ein zweigeschossiges Gebäude für Wohnungen und Jugendräume plante. Alt- und Neubau verbindet seit 1971 ein eingeschossiges, von Wolfgang Kamisch errichtetes Bürogebäude.
Aufgrund steigender Einwohnerzahlen baute man auf dem Grundstück Beatestraße 29 in Tegelort 1965 ein evangelisches Gemeindezentrum. Dieses vom Architekten Ewald Bubner geplante Gebäude wurde in Holzbauweise errichtet. Heute steht auf diesem Grundstück ein evangelischer Kindergarten, der 2000 eröffnet wurde sowie eine 2004 fertiggestellte Seniorenwohnanlage. Beide wurden vom Architekten Hans-Jürgen Juschkus entworfen.

## Innengestaltung

### Altarbild
Auf Veranlassung des Heiligenseer Pfarrers Haack entstand das die ganze Chorwand einnehmende Altarbild. Hier wie auch in der von ihm betreuten Dorfkirche Heiligensee wurde bei der Innengestaltung auf die seit Jahrhunderten bestehende Heiligenseer Fähre Bezug genommen. In der Dorfkirche ist es eine Holztafel mit den Namen und Amtszeiten aller bekannten Heiligenseer Pfarrer. Diese zeigt im Bild einen Fährmann, der die Seelen der Verstorbenen über das Wasser setzt, hin zum ewigen Leben. In der Jesus-Christus-Kirche schuf der Kirchenmaler Professor Rudolf Schäfer 1938 als sein erstes Berliner Werk ein 40 m2 großes Wandgemälde, welches unter anderem auch eine Fähre auf der Fahrt ins Jenseits zeigt. Auf der Fähre sind sieben Familienmitglieder des Heiligenseer Bauern Lemcke zu erkennen, darunter seine beiden im Ersten Weltkrieg gefallenen Söhne. Die Familie Lemcke spendete, wie auch auf dem Gemälde erwähnt wird, einen erheblichen Geldbetrag für dessen Erstellung. Die obere Hälfte des Bildes zeigt Jesus Christus, umgeben von den zwölf Aposteln. Die Apostel zeigen die Gesichtszüge von zwölf bekannten Theologen der 1930er Jahre. Das im Zweiten Weltkrieg stark beschädigte Altarbild wurde 1967 restauriert.

### Glocken
Die drei Kirchenglocken wurden mit an Weihnachten, Ostern und Pfingsten erinnernden Versen des brandenburgischen Kirchenlieddichters Gustav Schüler versehen. Diese im Krieg eingeschmolzenen Glocken wurden 1949 durch eine und 1958 durch zwei weitere neue ersetzt, die nunmehr in der Glockenstube hängen:
| Gießer                  | Gießjahr | Schlagton | Gewicht (kg) | Durchmesser (cm) | Höhe (cm) | Inschrift |
| ----------------------- | -------- | --------- | ------------ | ---------------- | --------- | --- |
| David Voltchen          | 1572     | c′′       | 175          | 71               | 52        | SIC DEUS MVN VT FILIV SVVM UNIGENITV DARET ANNO 0 M 0 V × / HEFT MI DAVIDT VOLTCHEN IN GADES NAMEN GETAN + LXXII ×. |
| Petit & Gebr. Edelbrock | 1958     | g′        | 670          | 103              | 86        | LAND, LAND, LAND, HÖRE DES HERRN WORT – GELOBET SEI DER HERR TÄGLICH.                                               |
| Petit & Gebr. Edelbrock | 1958     | b′        | 370          | 86               | 69        | ALSO HAT GOTT DIE WELT GELIEBT, DASS ER SEINEN EINGEBORENEN SOHN GAB.                                               |

### Weiteres

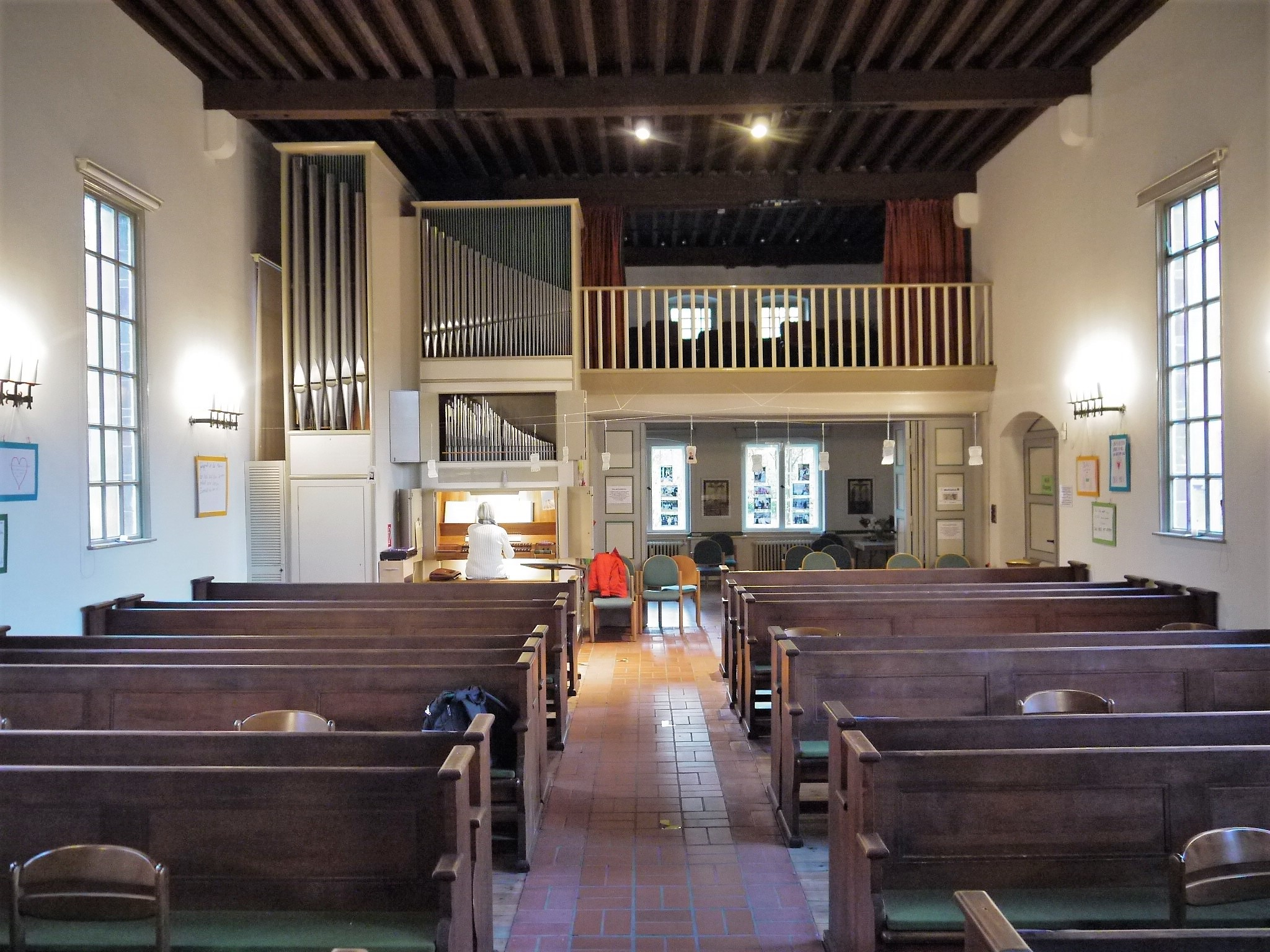
Innenraum, Blick zur Orgel (2020)

Altar und Kanzel, die beide von Rudolf Schäfer gestaltet wurden, verschwanden 1961 und wurden durch einen Altartisch und eine moderne Kanzel ersetzt. Weiterhin befindet sich das alte Taufbecken in der Kirche, sowie seit 1970 die vierte Orgel. Diese stammt von der Göttinger Firma Ott und steht nicht wie üblich auf der Empore, sondern im Kirchenschiff. Sie verfügt über 17 Register auf zwei Manualen und Pedal. Eine Überholung erfolgte 1990.

## Außengestaltung

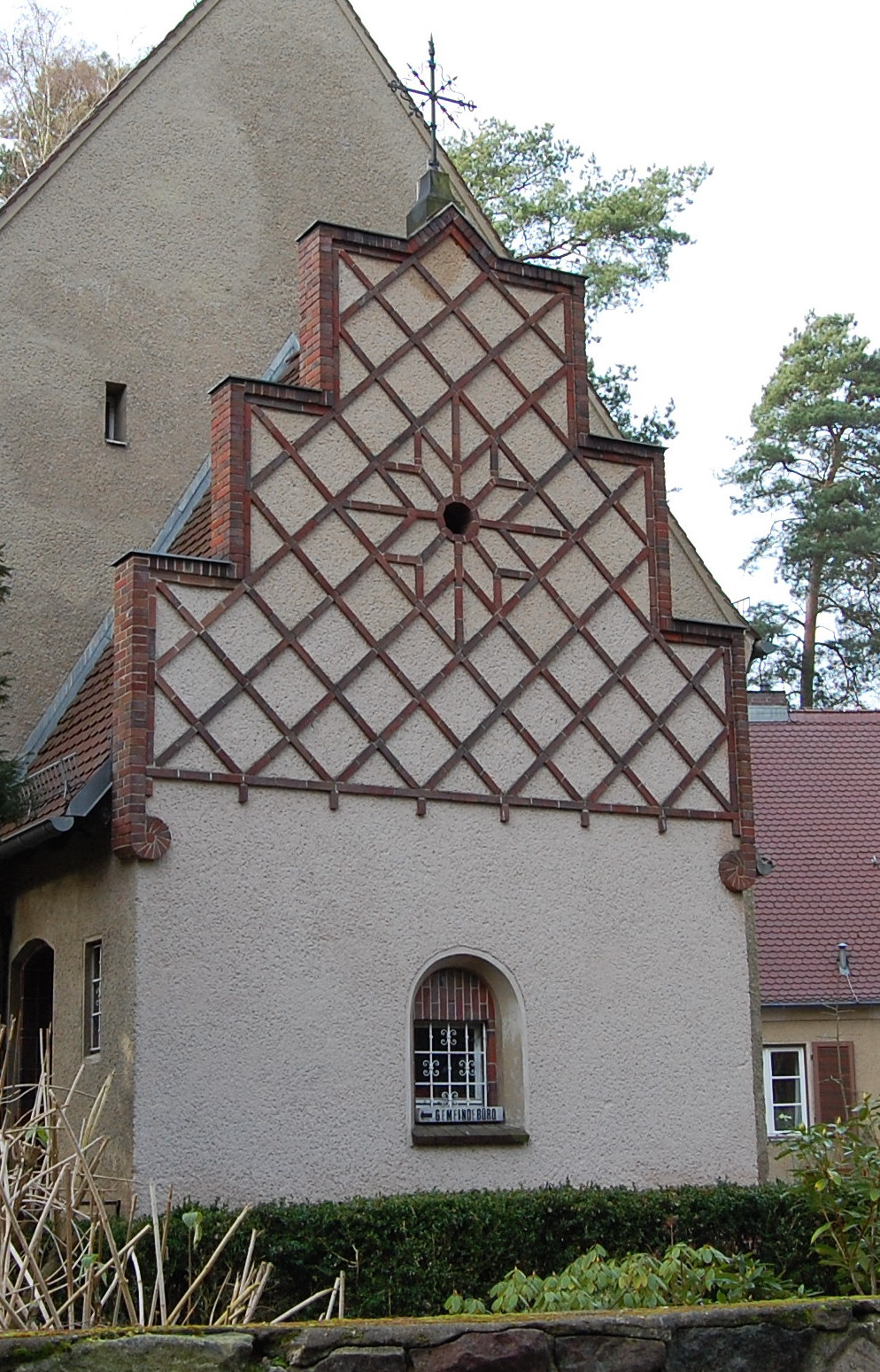
Ziergiebel

Das von einer Feldsteinmauer umgebene Kirchengebäude ist hell verputzt. An der nach Osten ausgerichteten Chorwand ist es mit einem gotisch anmutenden abgestuften Ziergiebel aus Backsteinen versehen. Der Kirchturm trägt eine zweistufige Holzspitze mit einer Turmuhr, deren Zifferblätter nach Osten und Norden weisen. Aufgrund der an eine Dorf- oder Waldkirche angelehnten Bauweise fügt sich die am Waldrand gelegene Kirche harmonisch in die Umgebung ein.